# جيب (سيارة)

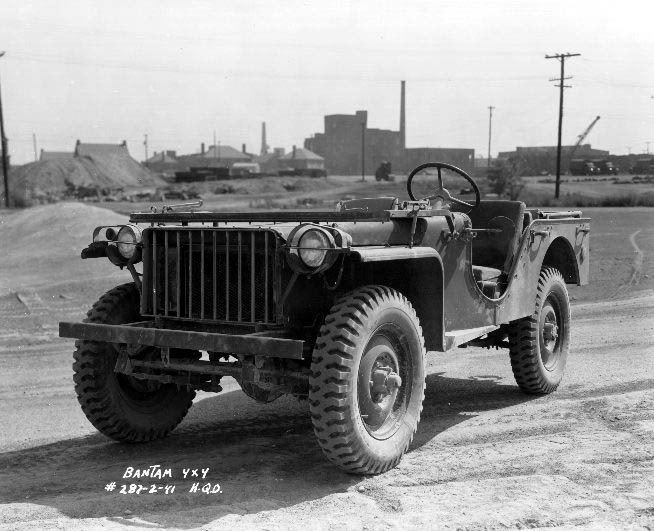
سيارة جيب بانتام بي أر سي 40

جيب (بالإنجليزية: Jeep) هي سيارة أمريكية، صنعت لتستخدم في الجيش الأمريكي في الحرب العالمية الثانية، ثم تم تحويل بعضها إلى سيارة مدنية يستخدمها الأشخاص العاديون. صنعها. 1999

## التسمية
```
قيل أنها مشتقة من الحرفين 
"GP"
 والذان ينطقان 
"jeep"
 وهما اختصار لـ 
"General Purpose"
، أي السيارة ذات الأغراض العامة. 
```

أو اختصاراً ل"Government Purposes"، أي أغراض حكومية. أو سميت بهذا الاسم لأنها كانت تستخدم في الجيش الأمريكي وقدرتها على تحمل الأغراض القوية والمستحيلة.

## تاريخ
يبدأ تاريخ الجيب عندما بدأت الحرب العالمية الثانية عندها أصدر الجيش الأمريكي بيانا يقول فيه أنه يريد سيارة قوية وجبارة تتحمل الصعاب وذات دفع رباعي، خفيفة، سريعة الانطلاق، تدخل في الوحول والجبال وجميع الأماكن، ثم لم يمض وقت قليل وخلال أقل من 50 يوما استجابت جيب لهذه المطالب وكانت الأولى التي استجابت لهذه المطالب وتم عندها اختراع ما يسمى بسيارة الجيب ويليز موديل 1943 ويقول أحد الرؤساء الأمريكيين، لولا جيب لما نجحنا في الحرب العالمية الثانية، وعندها نجحت جيب وبدأ مشوارها الطويل والتقني وعرفت كأقوى سيارات الدفع الرباعي في العالم، ثم توالت الإنتاجات وتم في ما بعد وفي أواخر السبعينيات اختراع جيب رانغلر التي حققت نجاحا كبيرا وصار لها صدى واسع في مجال الدفع الرباعي وأيضا تم اختراع جيب شيروكي استنادا إلى قبيلة شيروكي الهندية التي كانت تسكن أمريكا، وتتميز سيارات جيب بقوتها العالية وعزمها القوي جدا في الشوارع وفي الوحول وفي جميع الأماكن في الأرض،

## طرازات
ومن أشهر إصدارات جيب المعروفة في يومنا هذا:
- جيب جراند شيروكي:- في شهر يناير من عام 2013 أطلقت شركة جيب الأمريكية نسخة 2014 المحسنة من طراز غراند شيروكي الشهير، والذي توفر بأربع نسخ هي: لاريدو، ولميتيد، وأوفرلاند، وسميت، بالإضافة طبعاً إلى نسخة SRT8 الرياضية. الشكل الخارجي الجديد لطراز جيب غراند شيروكي 2014 حظي بعدة تغيرات جديدة تميزه عن الطراز السابق، حيث تمتع بمقدمة جديدة مزودة بأضواء أمامية عصرية تعمل بتقنية LED عالية الاداء، وشبك تهوية معاد تصميمه بلون السيارة ومزين بفتحات من الكروم، وصادم رياضي جديد يحتوي على فتحة هواء طولية يتوسطها رادار مثبت السرعة، وأضواء ضباب صغيرة محاطة بإطار من الكروم، ومن الجوانب زودت شركة جيب طراز غراند شيروكي الجديد بمرايا كهربائية مزودة بخاصية التدفئة تحتوي على أضواء تنبيه جانبية جميلة.أما في الخلف فتتميز غراند شيروكي 2014 بأضواء جديدة طولية تمتد على الجوانب، وباب صندوق أمتعة كهربائي مزين بجناح رياضي لزيادة ثبات السيارة على السرعات العالية، بالإضافة إلى صادم رياضي يحتوي على مخرجيّ عادم بيضاويين على جانبيه مطليين بالكروم.لمقصورة الداخلية لطراز جيب غراند شيروكي 2014 الجديد أصبحت أكثر شبابية وحيوية وأناقة عن الطراز السابق، حيث تتميز بلوحة عدادات رقمية جميلة وسهلة القراءة يتوسطها شاشة عرض ملونة تعرض وظائف السيارة والوظائف المساعدة للقيادة، وبمقود جلدي مطعم بالخشب متعدد الوظائف يمكنك من التحكم بمثبت السرعة والنظام الصوتي والمكالمات والوسائط المتعددة، بالإضافة إلى مقاعد جلدية حاضنة مزودة بخاصية التدفئة والتبريد والذاكرة.

كما وتتمتع غراند شيروكي الجديدة بكونسول وسطي يحتوي على شاشة عرض كبيرة قياس 8.4 بوصة تعمل باللمس، يتم من خلالها عرض أهم الوظائف الترفيهية والمعلوماتية والأنظمة المساعدة للقيادة، مثل الراديو، والموسيقى ونظام الملاحة، أسفل منها يوجد أزرار التحكم بالعديد من الوظائف مثل، نظام التكييف، والنظام الصوتي، بالإضافة إلى أداة التحكم بنظام سيليك تيرين SELEC- TERRAIN الذي يسمح لك الاختيار من بين خمسة إعدادات للطريق التي تود القيادة عليها، مثل الوضع الأوتوماتيكي، والطرق الرملية، والطرق الموحلة والطرق الثلجية والطرق الصخرية.
كما وزودت شركة جيب طراز غراند شيروكي الجديد بنظام ترفيهي للمقصورة الخلفية يشتمل على شاشتين عاليتي الدقة قياس 9 بوصة في ظهر المقاعد، مدعمتين بسماعتين لاسلكيتين وقارئ أقراص نظام فيديو DVD وBlu Ray، ومداخل لتوصيل أجهزة الألعاب والموسيقى. وتتوافر جيب غران شيروكي بخيارين من المحركات؛ الأول 5.7 لتر والمحرك الثاني 3.6 لتر يولد قوة 290 حصان لتتسارع من 0 إلى 100 كم/س في 9 ثانية وتبلغ سرعتها القصوى 181 كم/س
- جيب كوماندر:- وتعتبر مثل الجراند شيروكي في القوة والفخامة إلخ...
- جيب رانغلر:- وهي واحدة من أقوى السيارات الرباعية وقد اشتهرت كثيرا وخصوصا في السنوات الأخيرة، في عام 2011 أطلقت شركة جيب الأمريكية الجيل الجديد من طراز رانغلر، الذي يندرج تحت فئة السيارت الرياضية المتعددة الاستعمالات الصغيرة، حيث يُعد هذا الطراز قريباً لطراز غراند شيروكي الأكبر من حيث الشكل والاستخدامات.الشكل الخارجي لطراز جيب رانغلر 2013 يتميز بسقف قماشي أسود سهل الطي، أو بسقف صلب قابل للكشف أيضا، وباضواء امامية دائرية، وشبك تهوئة مستطيل الشكل بلون السيارة، وصادم رياضي بلون اسود يحتوي اضواء ضباب دائرية على اطرافه.اما في الخلف فيتميز جيب رانغلر 2013 باضواء مستطيلة، بالإضافة إلى باب صندوق الامتعة الذي يفتح إلى الجنب كالابواب العادية، مزود بعجل جديد للاحتياط.المقصورة الداخلية لطراز جيب رانغلر 2013 الجديدة، تتمتع بتصميم يعكس هوية السيارات المتعددة الاستعمالات التي وجدت للمهمات الصعبة، فهي تتميز بمقود جلدي متعدد الوظائف يمكنك من التحكم بمثبت السرعة والنظام الصوتي، وبعدادت محاطة بالكروم، بالإضافة إلى مقاعد جلدية مزودة بخاصية التدفئة والتبريد والذاكرة.كما وتتمتع جيب رانغلر الجديدة بكونسول وسطي يحتوي على شاشة عرض يتم من خلالها عرض أهم الوظائف الترفيهية والمعلوماتية والانظمة المساعدة للقيادة، مثل الراديو، والموسيقى ونظام الملاحة، اسفل منها يوجد ازرار التحكم بنظام التكيف، والنظام الصوتي وتدفئة المقاعد، بالإضافة إلى ذراعي نقل الحركة.
- جيب كومباس:- في عام 2011 أطلقت شركة جيب الأمريكية الجيل الجديد من طراز كومباس، الذي يندرج تحت فئة السيارت الرياضية متعددة الاستعمالات الصغيرة، حيث يعد هذا الطراز قريباً لطراز غراند شيروكي الأكبر من حيث الشكل والاستخدامات، الشكل الخارجي لطراز جيب كومباس 2012 يتميز بمقدمة منسابة تتمتع بأضواء أمامية رفيعة عالية الأداء، وشبك تهوية مستطيل مزين بخطوط من الكروم، وصادم رياضي يحتوي على فتحة هواء صغيرة طولية وأضواء ضباب دائرية ذات إطار أسود اللون. أما في الخلف فيتميز جيب كومباس 2012 بأضواء شبه مربعة تمتد على الجوانب تعمل بخاصية LED، بالإضافة إلى باب صندوق أمتعة مدمج ذي جناح في الأعلى، وصادم سفلي رياضي نافر يحتوي على مخرج عادم على جانبه مطلي بالكروم.المقصورة الداخلية لطراز جيب كومباس 2012 الجديدة، تتمتع بتصميم أنيق وبسيط، فهي تتميز بمقود جلدي متعدد الوظائف يمكّنك من التحكم بمثبت السرعة والنظام الصوتي، وبعدادت رياضية واضحة، بالإضافة إلى مقاعد جلدية مزودة بخاصية التدفئة والتبريد والذاكرة.كما وتتمتع جيب كومباس الجديدة بكونسول وسطي يحتوي على شاشة يتم من خلالها عرض أهم الوظائف الترفيهية والمعلوماتية والأنظمة المساعدة على القيادة، مثل الراديو والموسيقى ونظام الملاحة، أسفل منها توجد أزرار التحكم بنظام التكييف والنظام الصوتي.
- جيب ليبرتي
- جيب باتريوت:-أطلقت شركة جيب طراز جديدا كليا بالاسواق عام 2006، عرف باسم باتريوت، ليباع كموديل 2007، حيث يندرج هذا الطراز تحت فئة السيارات متعددة الاستعمالات المدمجة، ليكمّل تسلل عائلة جيب من هذا النوع من السيارات وينضم إلى شقيقيه غراند شيروكي وكومباس، الشكل الخارجي لطراز جيب باتريوت 2012 يتميز بمقدمة منسابة تتمتع بأضواء أمامية دائرية، وشبك تهوية عريض مقسم بنفس لون السيارة، وصادم رياضي يحتوي على أضواء ضباب دائرية في منتصفه.أما في الخلف فيتميز جيب باتريوت 2012 بأضواء طولية تمتد على الجوانب، بالإضافة إلى باب صندوق أمتعة مدمج، وصادم سفلي كبير يحتوي على مخرج عادم على جانبه وعتلة سحب للمقطورات.المقصورة الداخلية لطراز جيب باتريوت 2012 الجديدة، تتمتع بتصميم بسيط وسهل الاستعمال، فهي تتميز بمقود جلدي متعدد الوظائف يمكّنك من التحكم بمثبت السرعة والنظام الصوتي، وبعدادت واضحة، بالإضافة إلى مقاعد جلدية مزودة بخاصية التدفئة والتبريد والذاكرة.

كما وتتمتع جيب باتريوت الجديدة بكونسول وسطي يحتوي على شاشة عرض تعمل باللمس يتم من خلالها عرض أهم الوظائف الترفيهية والمعلوماتية والأنظمة المساعدة على القيادة، مثل الراديو والموسيقى ونظام الملاحة، أسفل منها أزرار التحكم بنظام التكييف والنظام الصوتي، وتدفئة المقاعد وأنظمة القيادة
- جيب جراند شيروكي SRT8 :- وقد حقق هذا النوع من الجيب نجاحا كبيرا في مجال السيارات ذات الدفع الرباعي وتتميز

هذه السيارة الجبارة بنظام تكنولوجيا سباق السيارت والشوارع. ويحتوي هذا الطراز على محرك فائق القوة
حيث أنه يتفوق على نظيره بورش كاين تيربو ورنج سبورت وبي أم دبيلو اكس 5 - 6. ويعد الأقوى بفئته من سيارات الدفع الرباعي الرياضية. وقد سميت بأسرع سيارة دفع رباعي.
الجيب اس ار تي 8 (SRT8) هو طراز من سيارات جيب جراند شيروكي حيث بدأ إنتاجه في سنة 2005 ورمز SRT8 هو اختصار ل STREET RACING TECHNOLOGY V8 وتميزت هذه السيارة بقوة محركها العالي حيث يأتي المحرك لغاية الآن على شكل 8 اسطوانات V8 وبسعة 6100سي سي 6.1L وطبعا محركها هو محرك هيمي الشهير المعروف من الستينيات ولغاية الآن وتستطيع هذه السيارة التسارع من الصفر إلى 100 كم / ساعة في اقل من 5 ثوان حيث تغلبت على جميع منافسيها في التسارع حيث تستطيع سحق بورش كايين ومرسيدس ML63 AMG وأيضا BMWX5 وتبلغ السرعة القصوى للسيارة 300كم/ساعة وعند كبح السيارة بسرعة 100/كم ساعة فانها تتوقف بالكامل قبل أن تقطع مسافة 125قدم وطبعا هذه السيارة حاليا هي أقوى واسرع سيارة SUV في العالم من ناحية التسارع والفخامة والتصميم ونظام التعليق الفريد الذي تتميز به جيب عن الشركات الأخرى.
وتم ظهور جيب جراند شيروكي SRT8 لعام 2012 وتكون بقوة 6.4 لتر / V8 / 470 hp... وسيتم تصديرها في 2012-2013
وقد تمتعت السيارة بسحورت جمالها وقوتها وتم زيادة رادار امامي وكاميرا خلفيه وغيرها من المواصفات.

## الموديلات الحالية
تنتج جيب حالياً 6 موديلات:
- جيب رانجلر
- جيب غراند شيروكي
- جيب ليبرتي وتسمى شيروكي في الشرق الأوسط
- جيب كوماندر (أكس كي)
- جيب كومباس
- جيب باتريوت
- جيب رينيجيد

## وصلات خارجية
- الموقع الرسمي